# Grödinge SK
Grödinge SK är en idrottsklubb från Botkyrka kommun, som ägnar sig åt fotboll och innebandy. Klubben bildades 1962, och fotbollsherrarna spelar 2024 i herrar 5 södra. Fotbollsdamerna spelar 2024 i damer 5 C. Hemmaplan ligger i Tumba broängen BP. Fotbollsföreningen bedriver fotboll i Tumba. Utöver A-lagsverksamhet, verksamhet inom pojklag och flicklag samt parafotboll. 
Klubben är moderklubb åt U21-landslagsspelaren Simon Tibbling och Djurgårdens Irma Helin.Tidigare hade klubben även ett ishockeylag, men detta slogs 1991 ihop med Norsborgs IF och bildade Botkyrka IF, som i sin tur 1998 slogs ihop med IFK Tumbas ishockeysektion och blev Botkyrka HC
Föreningens värdegrund bygger på Glädje, Seriositet, Kamratskap. GSK.
Grödinge SK är en fotbollsförening där alla är välkomna.